# Fairborn
Fairborn är en stad i Greene County i Ohio. Vid 2020 års folkräkning hade Fairborn 34 510 invånare.